# Петер Шенк старший
Петер Шенк старший  (нім. Petrus Schenck, 1660 р., Німеччина, — 1711) — німецький картограф, гравер   і видавець .

## Життєпис
Сім'я Пітера Шенка разом зі своїми партнерами, були серед найвідоміших і найбільш плідних видавців Амстердама наприкінці XVII і на початку XVIII ст. Після смерті його справа перейшла до синів, серед яких виділявся Петер Шенк молодший..

## Карти України

Карта України, опублікована Герардом Валком і Петером Шенком старшим 1690 року

1690 р. Карта -  “La Russie Blanche ou Moscovie Divisee Suivant l'Estendue Des Royaumes, Duches, Principautes, Provin.ces et Peuples qui sont Presentement soubs la Domination Du Czar de La Russie Cogneu Soubs le Nom de Grand Duc de Moscovie” (Русь Біла, або Московія), Амстердам. Частина Слобожанщини (Бєлгородщина і аж до верхів’я Дону) позначена як Ocraina (Окраіна). Pole (Поле) виділено в окремий регіон. На карті містяться написи – Siberie (Сибір), Grande Tartaria (Велика Тартарія) – землі на схід від Каспійського моря, Мала Тартарія (Південь України), тартари мордовські, тартари черкескі (на Кубані)..
1700 р. Карта —  “ESTATS DE POLOGNE Subdiveses suivant l'estendue des PALATINATS». Видавництво Амстердам, формат 464 х 582 см (у трьох різнобарвних варіантах). Опублікована в «Atlas Contractusiveive Mapparum Geographiacarum». Правобережжя  та Лівобережжя з Києвом позначені як VKRAINE ou PAYS DES COSAQUES (Україна або Земля (Країна) Козаків). Чорна Русь (Russia Noire) – Львівське воєводство, на півночі якого – Покуття (Pokutie); Брестське воєводство – Полісся (Polesie). На карті написи - Haute Volhynie (Верхня (Горішня) Волинь), «BASSE VOLHYNIE» (Низова (Долішня) Волинь), Haute Podolie (Верхнє (Горішнє) Поділля), «BASSE Podolie» (Низове (Долішнє) Поділля)..